# Oerlikon 35-mm-Zwillingskanone

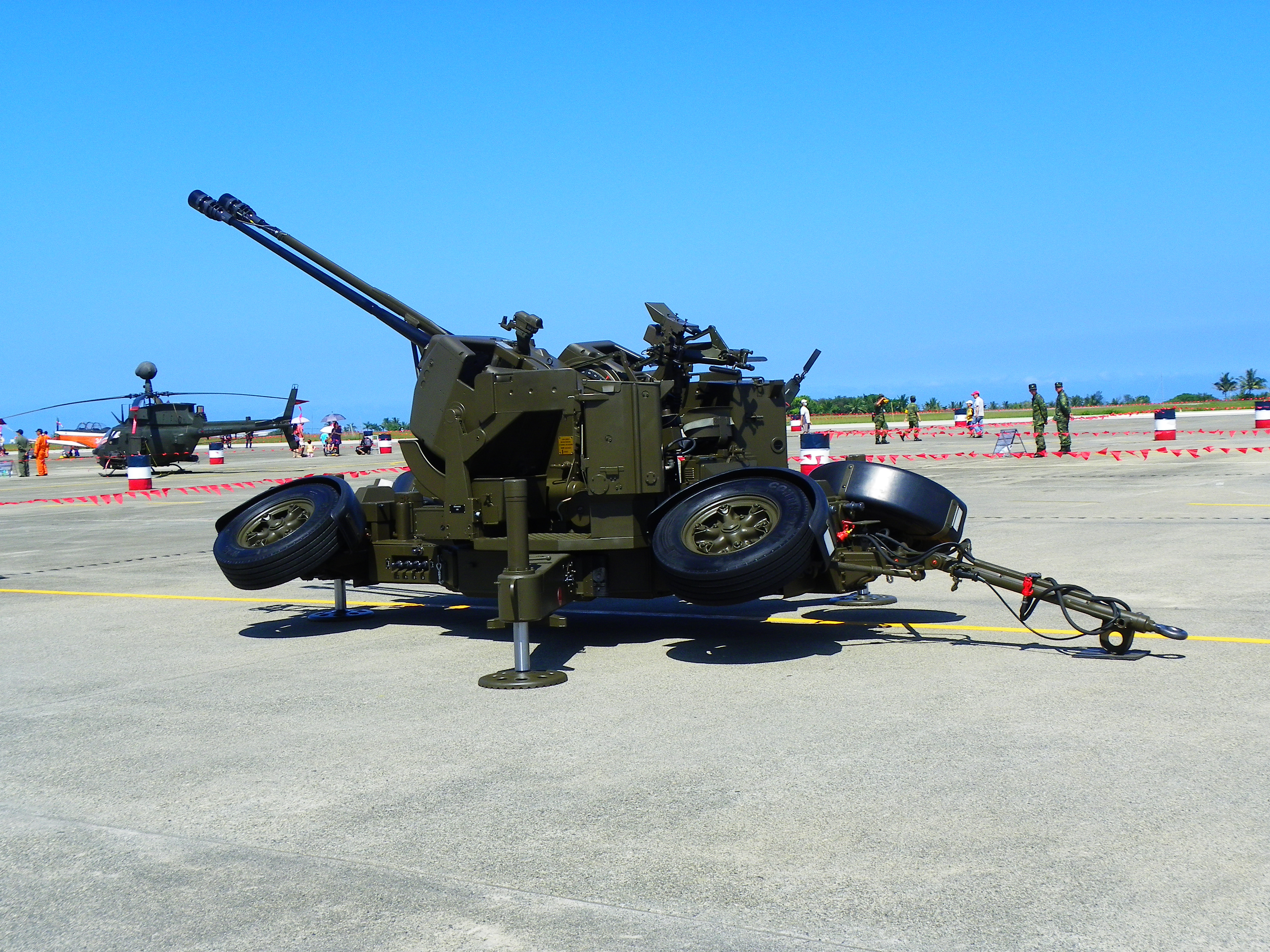
35-mm-Zwillingsflak Oerlikon GDF-006 auf der taiwanischen Luftwaffenbasis Chih Hang

Die Oerlikon 35-mm-Zwillingskanone ist eine mobile Flugabwehrkanone (Flak), die aus zwei Kanonen der KD-Serie des ehemaligen Schweizer Unternehmens Oerlikon-Bührle (seit 2009 Rheinmetall) besteht. Ursprünglich wurde das Waffensystem als 2 ZLA/353 ML bezeichnet, jedoch später in GDF-001 geändert. Obwohl sie schon in den 1950er-Jahren entwickelt wurde, wird die Flak mit dem Kaliber 35 × 228 mm bis in die 2020er-Jahre von mehr als 30 Ländern benutzt.

## Entwicklung
Die Entwicklung der KD-Serie begann 1952. Die Fachleute bei Oerlikon berechneten das Kaliber 35 × 228 mm als das Optimum für Flugabwehrkanonen. Die Waffe wurde von der nach dem Zweiten Weltkrieg entwickelten 20-mm-KAA-GK-Kanone abgeleitet. Entwickelt wurden verschiedene Typen, unter anderem eine wassergekühlte Variante MK 352, die von der US Navy getestet wurde. Die Serien-Version MK 323 wurde in zwei Varianten hergestellt, nämlich mit Gurtzuführung (KDA und KDB) sowie mit Fünf-Schuss-Magazin (KDC). Alle Typen sind Gasdrucklader mit beim Schuss starr verriegeltem Verschluss und mechanischer Zündung der Patrone. Die Bezeichnungen der Geschütze leitet sich von Kanone, D (der internen Bezeichnung bei Oerlikon für das Kaliber 35 mm) und A (bis F) für den jeweiligen Typ ab.
Die daraus entwickelten Waffensysteme verwenden dabei immer zwei 35-mm-Maschinenkanonen der KD-Serie. Sie können mit dem Feuerleitradar Super Fledermaus ferngesteuert werden, das in den späten 1970er-Jahren durch das verbesserte Skyguard-System abgelöst wurde.
1980 wurde mit der GDF-002 ein weiterentwickeltes Modell produziert, das eine verbesserte Zielvorrichtung sowie die Möglichkeit erhielt, die Waffe über eine externe Feuerleitanlage fernzusteuern. Einige Jahre später wurde mit der GDF-003 die dritte Version eingeführt, die der vorangegangenen stark ähnelte. Als Erweiterungen wurde die Waffe selbstschmierend ausgelegt und mit einer integrierten Schutzabdeckung versehen. Mit der ab 1985 produzierten Entwicklung GDF-005 wurde das 3D-Computer-Zielgerät Gunking mit einem Laserentfernungsmesser und digitalem Kontrollsystem eingeführt. Die Waffe hat 112 Schuss feuerbereit, 128 in Reserve.
Die Kanone hat ein vierrädriges aufklappbares Fahrwerk und wird für den Transport von einem Lastwagen gezogen, kann aber (auf ebenem Gelände) von sechs Männern auch per Hand gezogen werden.
Die 35-mm-Kanonen der KD-Serie werden heute unter anderem lafettiert im Flugabwehrkanonenpanzer Gepard sowie im britischen Marksman. Unter der Bezeichnung Naval Gun Typ GDM-A werden sie auch auf Schiffen zur Flug- und Nahabwehr eingesetzt.

### Super Fledermaus
Das Feuerleitsystem Contraves Superfledermaus wurde von zehn Unternehmen gemeinschaftlich entwickelt und produziert. Es umfasst auf einem geschleppten Anhänger ein Dopplerradar im E/F-Band mit einer Reichweite von 15 Kilometern und ein Pulsdopplerradar im J-Band mit ebenfalls 15 Kilometern Reichweite. Im ersten Prototyp des Flakpanzers Gepard wurde das System ebenfalls verwendet.

### Skyguard

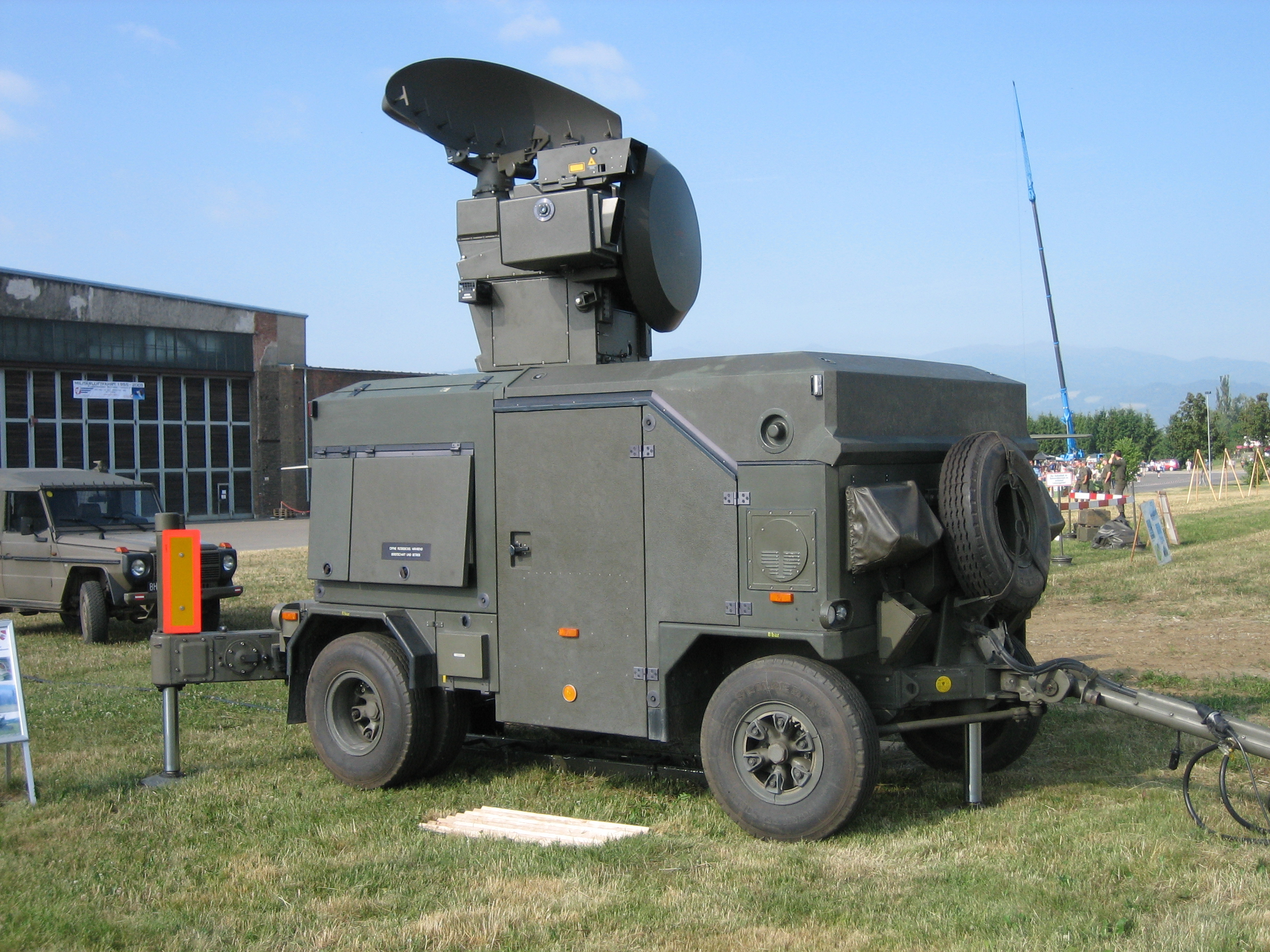
Ein Skyguard-Feuerleitstand von Oerlikon der österreichischen Luftwaffe

Das Feuerleitsystem Skyguard wird ebenfalls in einem Anhänger transportiert. Auf diesen aufgebaut sind ein Pulsdoppler-Suchradar und -Feuerleitradar sowie eine koaxiale Kamera. Die Bedienungsinstrumente und das benzinbetriebene Stromaggregat sind im Anhänger eingebaut. Zudem sind 3 Mann der Bedienungsmannschaft, bestehend aus dem Feuerleitoffizier, dem Gerätechef, dem Orter, Richter, Sucher und dem Aggregatwart darin untergebracht.
Eine Skyguard-Flugabwehr-Feuereinheit besteht aus dem Skyguard und zwei Zwillings-Flugabwehrkanonen.
Toledo ist ein Skyguard Flugabwehrsystem mit Skydor Feuerleitsystem von Navantia und Aspide Starter.

## Geschichte

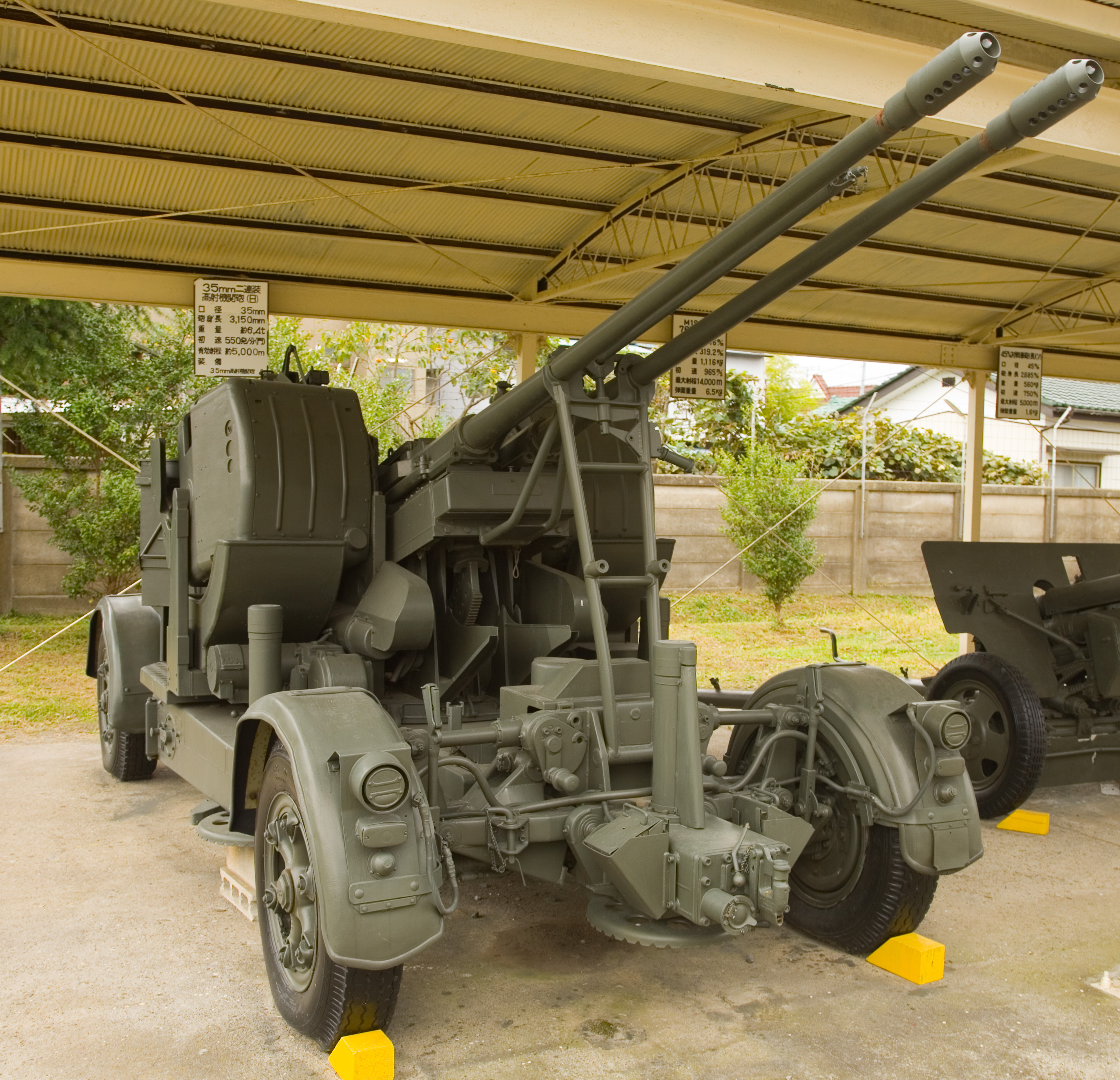
Eine japanische Version der GDF-002 in fahrbereiter Stellung

- Aufgrund eines Bundesbeschlusses vom 13. Dezember 1961 wurde die Waffe in der Schweiz ab 1963 unter der Bezeichnung 35 mm Flab Kan 63 mit der Feuerleitanlage 63 (Superfledermaus) eingeführt.
- Das Waffensystem wurde während des Falklandkrieges von Argentinien benutzt. Beide Feuerleitsysteme wurden dabei angewendet und am 4. Mai 1982 wurde damit ein Sea Harrier (XZ450) abgeschossen. Als Konsequenz daraus mieden britische Piloten die Flugabwehrstellungen weiträumiger. Des Weiteren wurde eine RAF Harrier (XZ988) am 27. Mai 1982 über Goose Green abgeschossen.[1] Das Waffensystem wurde außerdem gegen britische Truppen im Kampf um Goose Green eingesetzt.
- 2007 kamen während einer Übung neun südafrikanische Soldaten ums Leben, einer erlag im Krankenhaus seinen Verwundungen und 14 weitere wurden teils schwer verletzt. Ein GDF-05 wurde im vollautomatischen Modus betrieben. Infolge eines Defektes drehte sich ein Geschütz seitwärts und feuerte unkontrolliert auf das umliegende Gebiet.[2]

## Munition
| NATO-Bezeichnung        | HEI-T    | HEI      | HEI(BF)  | SAPHEI-T | FAPDS    | TP-T/TP  | AHEAD    |
| ----------------------- | -------- | -------- | -------- | -------- | -------- | -------- | -------- |
| Geschoßmasse            | 535 g    | 550 g    | 550 g    | 550 g    | 375 g    | 550 g    | 750 g    |
| Sprengstoff             | 98 g     | 112 g    | 70 g     | 22 g     | n/a      | n/a      | n/a      |
| Treibladung             | 330 g    | 330 g    | 330 g    | 330 g    | 330 g    | 330 g    | 330 g    |
| Patronengewicht         | 1565 g   | 1580 g   | 1580 g   | 1552 g   | 1440 g   | 1580 g   | 1780 g   |
| Mündungsgeschwindigkeit | 1175 m/s | 1175 m/s | 1175 m/s | 1175 m/s | 1440 m/s | 1175 m/s | 1050 m/s |

Beschreibung:

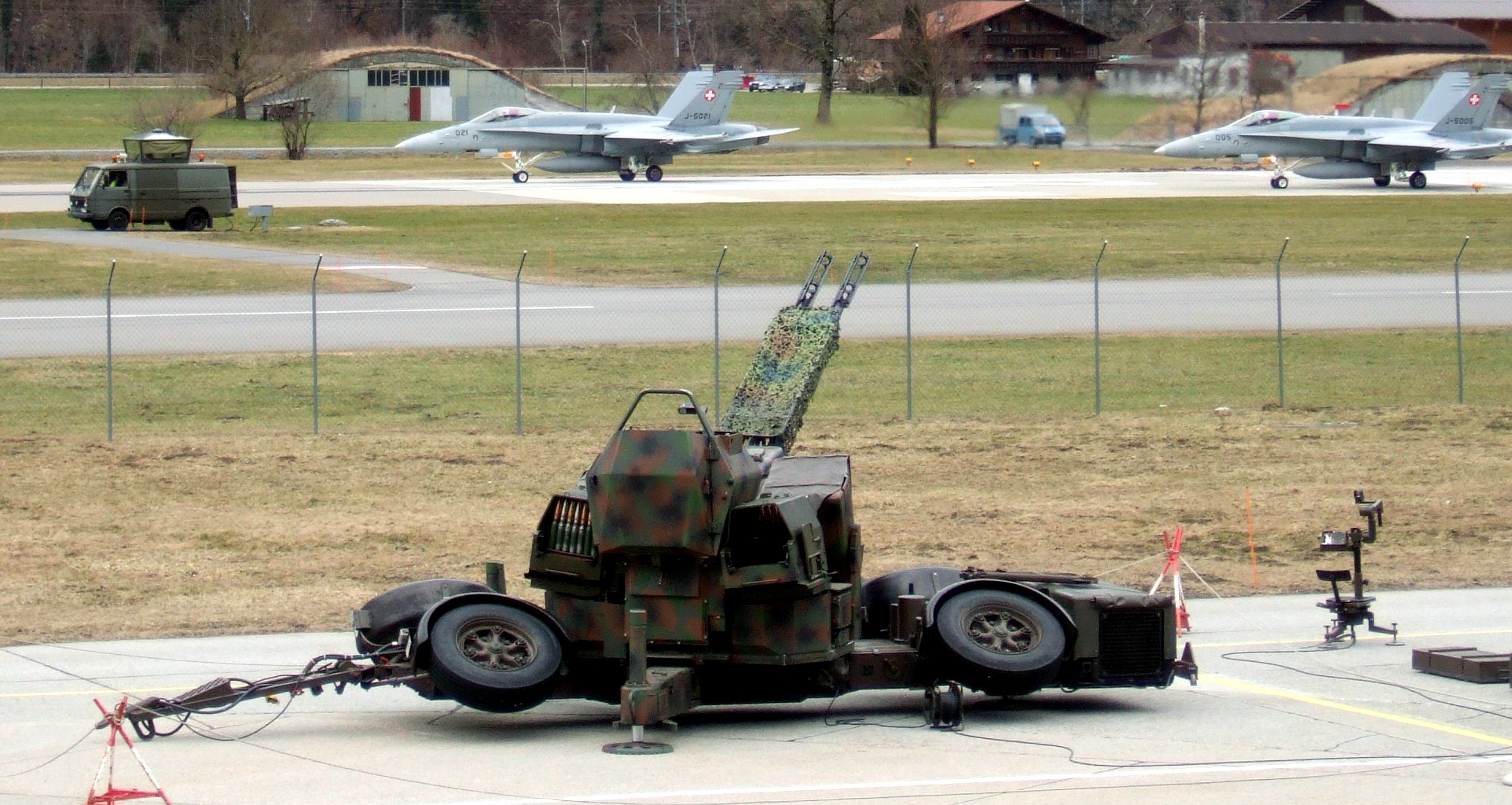
Eine Schweizer GDF-005 in Feuerstellung

- HEI – High Explosive Incendiary (-T – Tracer), Hochexplosiv/Brandladung
- SAPHEI – Semi-Armour Piercing High Explosive Incendiary (sprengstoffgefülltes Halb-Panzerbrechgeschoss mit Brandwirkung)
- FAPDS – Frangible Armour Piercing Discarding Sabot (im Ziel zerlegendes panzerbrechendes Unterkalibergeschoss)
- AHEAD – Advanced Hit Efficiency and Destruction, zeitgesteuerte Munition mit 152 schweren Wolfram-Sub-Projektilen.
- TP – Target Practice (-T – Tracer), Übungsmunition ohne Sprengstoff

Die in der Bundeswehr verwendeten Typen sind aus der Liste von Bundeswehrmunition ersichtlich.

## Versionen

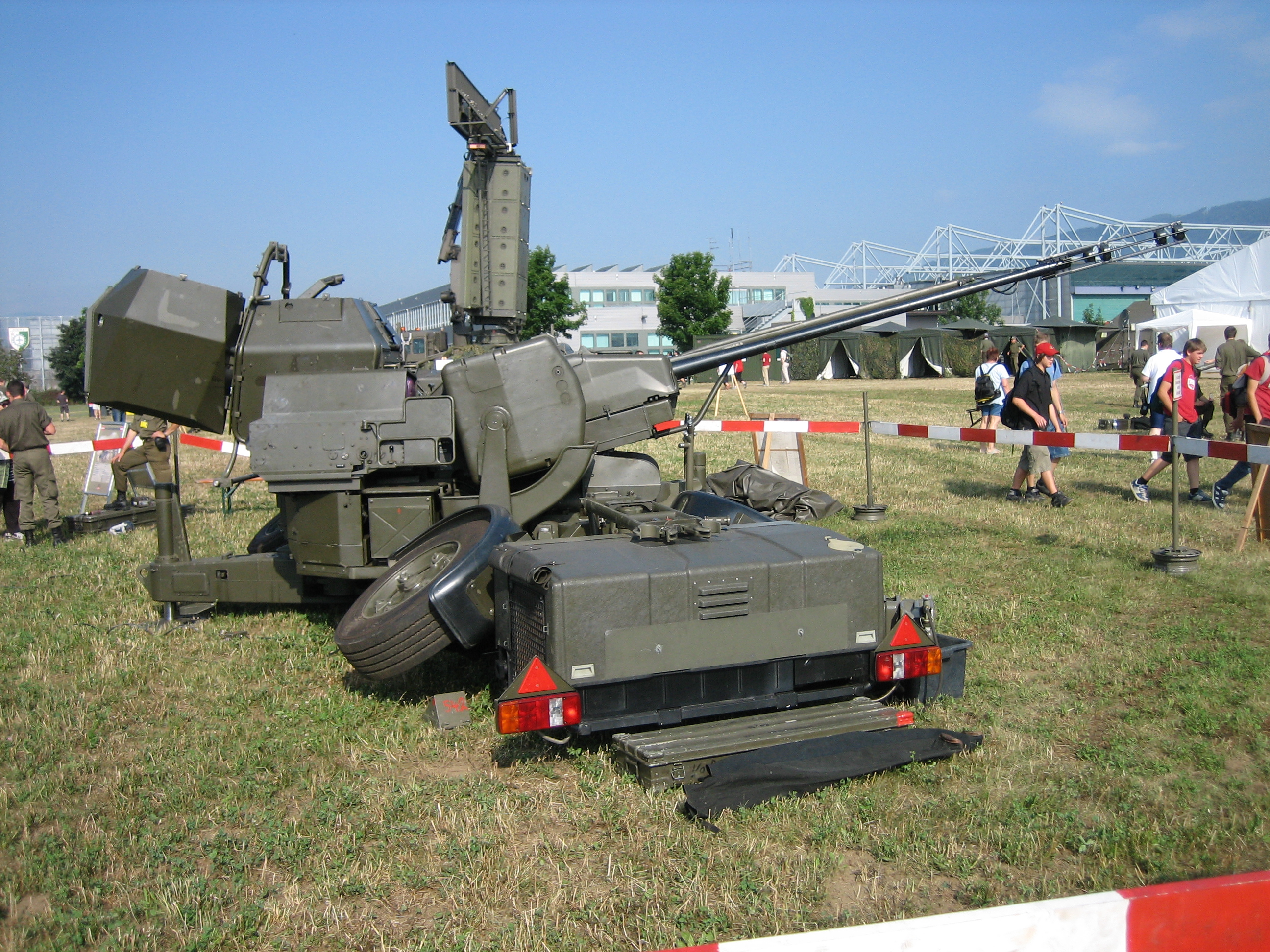
Ein österreichisches GDF-005-Waffensystem (FIAK85). An der Mündung der Waffen sind die V_{0}-Messbasen zu sehen.

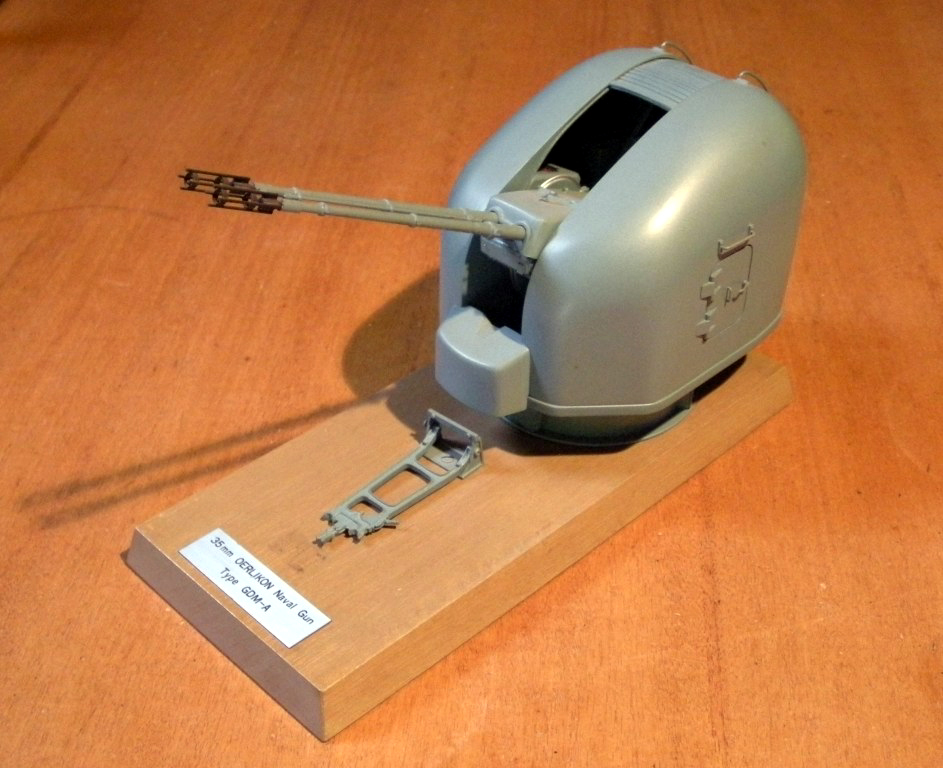
Modell einer 35 mm OERLIKON Naval Gun Typ GDM-A

- GDF-001 / 2 ZLA/353 MK: XABA-Zielgerät
- GDF-002: eingeführt 1980; verbessertes Ferranti-Zielgerät und digitale Datenübertragung
- GDF-003: geringe Verbesserungen; Waffe selbstschmierend ausgelegt und mit integrierter Schutzabdeckung
- GDF-005: eingeführt 1985; ausgerüstet mit einem Gunking-3D-Computer-Zielgerät, einem Laserentfernungsmesser und digitalem Feuerkontrollsystem; eingebaute Energieversorgung und Fehlerdiagnose
- GDF-006: GDF-001/002/003-Varianten; ausgestattet mit dem System zum Verschießen der AHEAD-Munition
- GDF-007/008: GDF-005-Variante; ausgestattet mit dem System zum Verschießen der AHEAD-Munition
- GDF-009: mit Skyguard-3-Radar und vernetzter Operationsführung; ausgestattet mit dem System zum Verschießen der AHEAD-Munition
- GDF-009 TREO: mit X-TAR3D-3D-Radar auf dem Geschütz, netzwerkfähiger Feuerleitcomputer und AHEAD-Munition.[3][4][5]
- GDF-CO3: Prototyp auf einer Selbstfahrlafette.

- Gepard, Marksman, Typ 87 und PZA Loara sind verschiedene Flugabwehrkanonenpanzer, die unter Verwendung der KDA-Version der Kanone entwickelt wurden.

## Verbreitung
- Argentinien – 92 GDF-002-Einheiten
- Ägypten – 36 GDF-003-Einheiten
- Bangladesch – 4 GDF-009-Einheiten
- Bahrain – 6 GDF-003-Einheiten
- Belgien – Hauptbewaffnung des Flugabwehrkanonenpanzers Gepard (inzwischen außer Dienst gestellt)
- Brasilien – 38 GDF-009-Einheiten plus Hauptbewaffnung des Flugabwehrkanonenpanzers Gepard (ex-Bundeswehr)
- Chile – 4 GDF-005-Einheiten
- Deutschland – Hauptbewaffnung des Flugabwehrkanonenpanzers Gepard (inzwischen außer Dienst gestellt)
- Ecuador – 3 GDM-003-Einheiten auf Schiffen
- Finnland  – 16 GDF-005-Einheiten, lokale Bezeichnung 35 ITK 88
- Griechenland – 20 GDF-003-Einheiten
- Iran – 100 GDF-002-Einheiten
- Japan – 70 GDF-001-Einheiten
- Jordanien – Hauptbewaffnung des Flugabwehrkanonenpanzers Cheetah (Gepard) (ex-Niederlande)
- Kamerun – 18 GDF-002-Einheiten
- Kanada – 20 GDF-005-Einheiten, werden ausgemustert
- Katar – Hauptbewaffnung des Flugabwehrkanonenpanzers Gepard
- Kuwait – 12 GDF-005/007-Einheiten
- Malaysia – 16 GDF-005-Einheiten
- Niederlande Hauptbewaffnung des Flugabwehrkanonenpanzers Cheetah (Gepard) (inzwischen außer Dienst gestellt)
- Oman – 10 GDF-005-Einheiten
- Österreich – 24 GDF-002/005-Einheiten
- Pakistan – 260 GDF-002/006-Einheiten
- Rumänien – 72 GDF-003-Einheiten plus Hauptbewaffnung des Flugabwehrkanonenpanzers Gepard (ex-Bundeswehr)
- Saudi-Arabien – 128 GDF-002/006-Einheiten
- Schweiz – 24 Feuereinheiten GDF-005, bekannt als 35 mm Flab Kan 63/90. Eine Feuereinheit besteht aus einem Skyguard-Feuerleitstand und zwei Geschützen. Ursprünglich 480 Geschütze im Bestand.[6]
- Singapur – 34 GDF-001-Einheiten
- Spanien – 116 GDF-005/007-Einheiten
- Südafrika – 126 GDF-001/005-Einheiten
- Südkorea – 18 GDF-002/005-Einheiten
- Thailand – 8 GDF-007/009-Einheiten
- Taiwan – 50 GDF-002/003/006-Einheiten
- Türkei – 120 GDF-003-Einheiten
- Ukraine – Hauptbewaffnung des Flugabwehrkanonenpanzers Gepard
- Vereinigte Arabische Emirate – 30 GDF-003-Einheiten
- Vereinigtes Königreich –  Die Briten erbeuteten während des Falklandkrieges 15 GDF-002-Zwillingskanonen. Die Feuerleitanlagen (Skyguard) der Kanonen werden zurzeit benutzt, um britische Militärflugzeuge zu erfassen, die in gesperrte Bereiche fliegen.[7]
- Volksrepublik China – 400 GDF-002-Einheiten
- Zypern – 30 GDF-005-Einheiten

Quelle: Sipri (Stand Mai 2022)

## Technische Daten GDF-006/7
Datenblatt
- Abmessungen:
  - Kaliber: 35 mm
  - Länge der Waffe: 4740 mm
  - Breite: 356 mm
  - Höhe: 640 mm
  - Länge des Rohres mit V0-Messbasis: 3710 mm
  - Länge des gezogenen Teils: 2923 mm
  - Drallart: Progressivdrall rechts
  - Dralllänge: 2853 mm
  - Drallwinkel: 0°–6° 30"
  - Anzahl der Züge: 24'

- Masse:
  - Kanone feuerbereit: 6700 kg (inkl. Munition)
  - Rohr mit V0-Messbasis: 175 kg
  - Waffengehäuse: 200 kg
  - Verschlusspuffer: 12,5 kg
  - Verschluss: 11 kg
  - Waffendecke: 106 kg

- Munition:
  - Unter- und Vollkalibertypen, Air-Bursting-Munition (ABM)

- Kadenz:
  - max. 550 Schuss/min (je Rohr)